# Estación Victoria (banda)
Estación Victoria fue un grupo español de música pop, representante de la nueva ola madrileña de los primeros 80, activo entre 1982 y 1984, surgido tras la disolución del grupo Los Modelos  (uno de los más prometedores de la nueva ola).
La música de Estación Victoria resulta un híbrido de influencias que abarcaban desde la música tradicional china a Japón  y a Culture Club, pasando por los productos más típicos del tecno-pop británico: The Human League, los momentos más pop de OMD, etcétera. Grupo de un solo disco: Estación Victoria (1984) y varios singles. Cuentan en su haber con dos de los temas más originales de la movida madrileña: Saigón y Octubre rojo.

## Historia
La Movida nació con dos “facciones” o “bandas musicales”, de un lado estaban los llamados “babosos”, más melódicos, lote en el que se encontraban bandas como Mamá, Los Modelos, o Los Secretos, frente a las más belicosas y anárquicas “Hornadas Irritantes” formadas por bandas como Glutamato Ye-Yé o Derribos Arias. Eran las dos facciones musicales de La Movida pero esto implicaba, además, una actitud vital.
El grupo Estación Victoria nace en 1982, tras la disolución del grupo Los Modelos. Entonces, Casilda Fernández y Guillermo Pérez de Diego, vocalista y guitarrista respectivamente de aquella formación, decidieron unirse a Francis Muñoz (un teclista que ya había colaborado en alguna ocasión con aquel grupo) para formar una nueva banda de pop electrónico, Estación Victoria.
Los parámetros del nuevo trío se alejaban mucho del pop melódico y melancólico que caracterizaba a Los Modelos, dirigiéndose claramente al tecno-pop.
Estación Victoria saltó al panorama musical en 1983 con un sencillo editado por MR (el nuevo sello independiente de Paco Martín que se había estrenado con Pistones) que incluía los temas 'Contacto en Saigón' y 'Colonias'. El disco estaba bien grabado y rezumaba arreglos de percusión electrónica, sonidos Prophet y efectos y pegajosas melodías efectuadas con un Korg MS-20, el sintetizador monofónico de moda en aquel momento (los valencianos Betty Troupe incluso llegaron a dedicarle una canción).  Todo ello aderezado por la especial y dulce voz de Casilda Fernández.
Aquel primer trabajo, a pesar de contar con una pobre distribución, se vendió bien en los ambientes musicales independientes, llegando a sonar incluso en las emisoras comerciales, pero, muy pronto, un oyente avispado llamó a Radio 3 y conminó a los locutores a comparar 'Contacto en Saigón' con el 'Canton' del álbum Tin Drum (1981), de Japan. Lo cierto es que las melodías de ambos temas eran idénticas, pero Francis Muñoz, autor de la canción de Estación Victoria, lo achacó entonces a una "simple coincidencia", debido a que, al parecer, ambos temas estaban basados en un antiquísimo himno chino.
El caso es que la prensa musical se fijo en el grupo y MR, con el apoyo de la multinacional Ariola decidió apostar por más trabajos del trío madrileño. De este modo, el sello de Paco Martín les convirtió en uno de sus grupos estandarte, e incluyó temas nuevos del grupo 'Octubre rojo'  y 'Galeón español' en dos recopilatorios de presentación de la cartera musical de su discográfica.  Destaca la inclusión del tema Octubre rojo en el recopilatorio 14 Hits Action (donde comparten surcos con A Flock of Seagulls, Talk Talk, Heaven 17 y Thomson Twins).
En 1983, Estación Victoria ve editado su primer álbum, un trabajo que incluye 10 temas de los cuales tres ya habían sido publicados por MR en otros formatos. Canciones como 'Hollywood', 'Fashion', 'París' o 'Sol en Venus' revisitan los terrenos ya investigados por el grupo con anterioridad, y tienen un aire intrascendente que se intenta suplir con constantes referencias estéticas, tanto a la vida cosmopolita como a todo tipo de épocas imperiales. Extraídos en disco pequeño vieron la luz 'Octubre rojo/París'. No se recuperó el contenido original del sencillo Contacto en Saigón (siendo la versión introducida en el LP otra distinta y prescindiendo del tema Colonias). El álbum combina curiosamente los inicios del pop más “tontipop” que luego sería desarrollado por otros como Objetivo Birmania o Aerolíneas federales (ejemplo claro es la canción Papá te odio, yo no quiero ir a la India) con uno de los mejores temas de la “movida” (Octubre Rojo”).Por esa misma época Casilda, la vocalista, abandona la banda, siendo sustituida por Yolanda González, una joven cantante de excepcional voz según los expertos, quien realizó exitosamente toda la gira de conciertos y colaboró en la composición de nuevas canciones, que se grabaron en maquetas pero nunca llegaron a editarse, ya que la banda se disolvió definitivamente.
Durante su corta trayectoria Estación Victoria contó siempre con el apoyo musical de dos ex-componentes de Mamá, gran estandarte de la nueva ola española. Así, Carlos Rodríguez se encargaría de tocar el bajo y de producir las grabaciones del grupo, mientras que Guti haría lo propio con la batería y percusión electrónica.

## Octubre rojo
Octubre rojo ha sido considerada una de las mejores composiciones musicales de la época. El bajo funkeado y la programación robusta a medio tiempo inician el tema, seguidos por vigorosos y nostálgicos teclados. Sobre este patrón rítmico se escucha la voz evocando con ternura infantil los tiempos en que Rusia aún era una monarquía: “Me gustaba escuchar/En las noches de invierno/al Mujik contar/Viejas historias/Que sólo en Rusia pudieron pasar”. Con este inicio parece una apología al régimen comunista en la línea de “Héroes de la Unión Soviética” de Gabinete Caligari. Pero no lo es. Tampoco está en la línea de “Moscú está helado” de Esplendor Geométrico o “La cicatriz en la fábrica roja” de Aviador Dro. El presente de la chica que canta en primera persona es únicamente seis meses posterior al triunfo del proletariado eslavo y lo único que expresa es nostalgia y melancolía rubricadas con unos violines muy tristes.
Más adelante prosigue la canción: “Me siento morir/Cuando un comisario pasa junto a mí/No vaya a sospechar/Que por mis venas corre sangre real”. La voz cantante es Anastasia, la mítica descendiente de la familia del zar que (según la canción) escapó a la matanza bolchevique de Ekaterimburgo. Así la pena cobra una dimensión más mítica. Además se hace un breve y edificante recorrido por la cultura milenaria rusa (muy satanizada en ese momento histórico) con referencias al héroe nacional Alexander Nevsky, a los cosacos y boyardos y a la obra Taras Bulba de Gogol.

## El disco Estación Victoria
“Estación Victoria” se grabó en los estudios Doubletronics de Madrid, entre enero y marzo de 1983. Fue producido por Carlos Rodríguez con Jesús Gómez como ingeniero.
Personal: Casilda Fernández: voz, Guillermo P. de Diego: guitarras, voz, R. Francis Muñoz: bajo, sintetizador de bajos y piano, Miguel Gutiérrez: batería acústica, electrónica y percusión, Jesús Gómez: Prophet 5, Enrique Valiño: Violín, y Manolo Mene: guitarra.
La portada del LP es obra de Ramón Puiggene, y la fotografía de la contraportada de Gorka Dúo.
Música con letras originales y un cuidado empleo de la rima y de las palabras y combinando lo pop con lo electrónico a partes iguales es la que aparece en este disco. Alcanzó un número de copias vendidas cercano a las 15.000 lo que no estaba mal para la época
Cortes del LP:
- 1.- Hollywood
- 2.- Sol en Venus
- 3.- Papá te odio (yo no quiero ir a la India)
- 4.- Atentado en la central
- 5.- Contacto en Saigón
- 6.- Rascacielos
- 7.- Octubre rojo
- 8.- París
- 9.- Galeón español
- 10.- Fashion

## Carrera posterior
Más tarde, tras una serie de conciertos por varios puntos de la geografía española el grupo se disolvió, sin que hayan quedado muy claras las causas.
A principios de 1990, 'Estación Victoria' fue reeditado en formato Cd, en unas limitadísimas copias, así como otros discos de grupos llamativos de los 80 (Betty Troupe, Luna, Vídeo).